# 圣博内莱苏勒
圣博内莱苏勒（法語：Saint-Bonnet-les-Oules，法語發音：[sɛ̃ bɔnɛ le.z‿ul]）是法国卢瓦尔省的一个市镇，属于蒙布里松区。

## 地理
圣博内莱苏勒（45°32'33"N, 4°19'55"E）面积12.41 平方千米，位于法国奥弗涅-罗讷-阿尔卑斯大区卢瓦尔省，该省份为法国中南部省份，北起顺时针与索恩-卢瓦尔省、罗讷省、伊泽尔省、阿尔代什省、上盧瓦爾省、多姆山省和阿列省接壤。
与圣博内莱苏勒接壤的市镇（或旧市镇、城区）包括：圣埃昂、沃什、昂德雷济约-布泰翁、阿韦济约、尚伯夫、拉富尤斯。

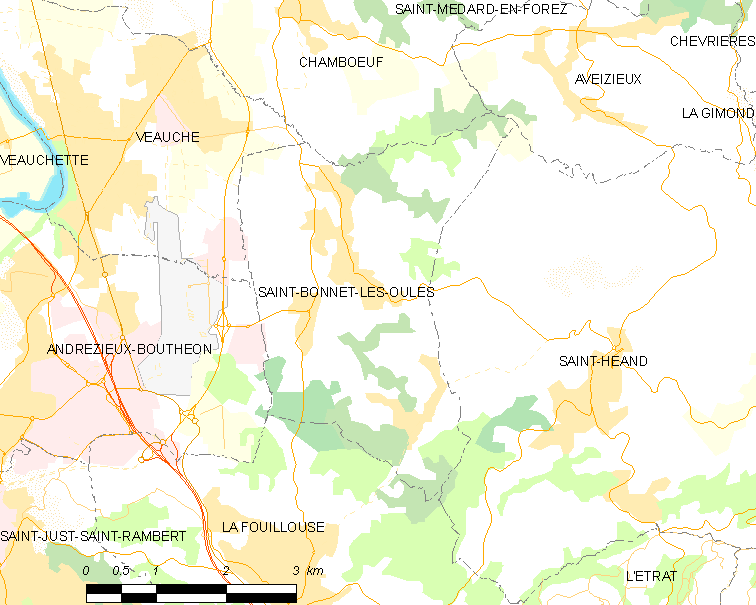
圣博内莱苏勒的OSM定位图

圣博内莱苏勒的时区为UTC+01:00、UTC+02:00（夏令时）。

## 行政
圣博内莱苏勒的邮政编码为42330，INSEE市镇编码为42206。

## 政治
圣博内莱苏勒所属的省级选区为昂德雷济约-布泰翁县。

## 人口

1962-2008年间圣博内莱苏勒人口变化图示

圣博内莱苏勒于2022年1月1日时的人口数量为1817人。